# Pentan-2-ol
Pentan-2-ol (také nazývaný jako 2-pentanol) je alifatický alkohol, jeden z (polohových) izomerů pentanolu, sám tvoří dva stereoizomery. Používá se jako rozpouštědlo a meziprodukt při výrobě dalších látek. Pentan-2-ol je složkou mnoha průmyslových směsí pentanolu.

## Příprava
Pentan-2-ol lze připravit hydratací pent-1-enu.